# Georg Weidner
Georg Johan Theodor Weidner (Lublinitz, 10. srpnja 1865. -  4. svibnja 1924.) je bio njemački general i vojni zapovjednik. Tijekom Prvog svjetskog rata obnašao je dužnost načelnika stožera Armijskog odjela Falkenhausen, te je zapovijedao 6. gardijskom brigadom i 195. pješačkom divizijom na Zapadnom bojištu.

## Vojna karijera
Georg Weidner je rođen 10. srpnja 1865. u Lublinitzu u Šleskoj. U prusku vojsku stupio je u travnju 1884. služeći u 12. grenadirskoj pukovniji smještenoj u Frankfurtu na Odri. U istoj od ožujka 1887. obnaša dužnost pobočnika, dok od listopada 1890. pohađa Prusku vojnu akademiju. Po završetku iste, u srpnju 1893., vraća se na službu u 12. grenadirsku pukovniju gdje je u rujnu promaknut u čin natporučnika. Od ožujka 1896. služi u topografskom odjelu Glavnog stožera, dok je u ožujku 1898. unaprijeđen u čin satnika. Od rujna 1900. zapovijeda satnijom u 62. pješačkoj pukovniji, na kojoj dužnosti ostaje do listopada 1902. kada je premješten na službu u stožer 9. pješačke divizije u Glogauu. U stožeru 9. pješačke divizije služi do travnja 1905. kada je ponovno raspoređen na službu u topografski odjel Glavnog stožera. U međuvremenu je, u siječnju 1905., promaknut u čin bojnika. Od studenog 1908. služi u stožeru XV. korpusa smještenog u Strasbourgu, nakon čega je u travnju 1910. imenovan načelnikom topografskog odjela Glavnog stožera koju dužnost obnaša do početka Prvog svjetskog rata. Tijekom te službe u siječnju 1912. unaprijeđen je u čin potpukovnika, te u ožujku 1914. u čin pukovnika.

## Prvi svjetski rat
Na početku Prvog svjetskog rata Weidner je raspoređen u stožer 4. armije kojom je na Zapadnom bojištu zapovijedao vojvoda Albrecht. Međutim, već sredinom rujna 1914. imenovan je načelnikom stožera novoustrojenog Armijskog odjela Falkenhausen koji je formiran od dijelova 6. armije koji se nakon Prve bitke na Marni nisu premjestili na sjeverni dio bojišta. Navedenu dužnost obnaša do studenog 1916. kada postaje zapovjednikom 6. gardijske pješačke brigade. Predmetnom brigadom zapovijeda do veljače 1918. kada preuzima zapovjedništvo nad 195. pješačkom divizijom. U međuvremenu je, u srpnju 1917. promaknut u čin general bojnika. Zapovijedajući 195. pješačkom divizijom sudjeluje u Proljetnoj ofenzivi, te nakon toga Trećoj bitci na Aisnei i Drugoj bitci na Marni. Tijekom rujna 1918. sa 195. pješačkom divizijom sudjeluje u Bitci kod St. Mihiela, te ofenzivi Meuse-Argonne. Pred kraj rata, u listopadu 1918., imenovan je šefom topografskog odjela Glavnog stožera koju dužnost obnaša do kraja rata.

## Poslije rata
Weidner je nakon završetka rata u vojsci ostao do travnja 1920. kada je umirovljen. Istodobno mu je dodijeljen i počasni čin general poručnika. Preminuo je 4. svibnja 1924. u 60. godini života.

## Vanjske poveznice
(eng.) Georg Weidner na stranici Axishistory.com